# 국가지원지방도 제32호선
국가지원지방도 제32호선은 대전광역시 유성구 구암동 구암교사거리에서 출발하여 경상북도 문경시 모전동 모전오거리까지 이어지는 대한민국의 국가지원지방도이다.

## 연혁
본래 국도 제32호선의 종점이 대전이었던 것을 점촌까지 연장하려는 계획안에 포함되었던 구간으로 국도 제32호선으로 지정될 예정이었으나, 국가 재정 부족으로 국도로 승격되지 못하고 국가지원지방도로 지정된 것이다.
- 1996년 7월 19일 : 대전광역시 유성구 ~ 경상북도 문경시 구간을 국가지원지방도 제32호 대전 ~ 문경선으로 지정[1]
- 2001년 12월 28일 : 청원군 가덕면 시동리 ~ 추정리 6.7 km 구간 확장 개통[2]
- 2007년 7월 30일 : 상주시 이안면 아천리 ~ 양범리 560m 구간 선형 개량 개통[3]
- 2007년 9월 14일 : 문경시관내 국도대체우회도로(상주시 함창읍 교촌리 ~ 효령면 대조리) 3.2 km 구간 개통[4]
- 2008년 12월 26일 : 충청북도 구간 도로구역 지정[5]
- 2012년 7월 3일 : 청원군 남일면 고은리 ~ 문의면 미천리(고은 교차로 ~ 문의 교차로) 5.4 km 구간 개통[6]
- 2014년 5월 26일 : 충청북도 청원군 문의면 미천리(문의사거리 ~ 도당산사거리) 1.36 km 구간 개통[7], 청원군 남일면 고은리 ~ 가산리, 화당리, 문의면 미천리 구간 총 2.3 km 폐지[8]
- 2016년 2월 3일 : 2월 14일까지 농암 ~ 산양간 도로 중 사현2교차로 ~ 두곡1교차로 구간 임시 개통[9]
- 2017년 1월 13일 : 신탄진 ~ 문의간 도로 보상지연으로 인해 사업시행기간을 2018년 12월 31일로 연장[10]
- 2017년 12월 15일 : 화양교(괴산군 청천면 화양리) 500m 구간 재가설 개통, 기존 160m 구간 폐지[11]
- 2017년 12월 22일 : 농암 ~ 산양간 도로(상주시 은척면 두곡리 ~ 함창읍 교촌리) 8.805 km 구간 확장 개통, 기존 2.085 km 구간 폐지[12]
- 2017년 12월 29일 : 대전(신탄진) ~ 문의간 도로(대전광역시 대덕구 신탄진동 ~ 충청북도 청주시 상당구 문의면 미천리) 9.6 km 구간 확장 개통, 기존 대전광역시 대덕구 미호동 ~ 충청북도 청주시 상당구 문의면 미천리 8.4 km 구간 폐지[13]

## 주요 경유지
대전광역시
- 유성구 (죽동 - 궁동 - 신성동 - 하기동 - 신성동 - 자운동 - 장동 - 방현동 - 화암동 - 덕진동 - 송강동 - 봉산동) - 대덕구 (문평동 - 신일동 - 문평동 - 신일동 - 목상동 - 석봉동 - 신탄진동 - 용호동 - 삼정동 - 용호동)

충청북도
- 청주시 서원구 현도면 - 상당구 (문의면 - 가덕면 - 낭성면 - 미원면) - 괴산군 청천면

경상북도
- 상주시 화북면

충청북도
- 괴산군 청천면

경상북도
- 상주시 화북면 - 문경시 농암면 - 상주시 (은척면 - 이안면 - 함창읍) - 문경시 (모전동)

## 노선

### 대전광역시
| 이름                                   | 접속 노선                                                                | 소재지     | 소재지 | 비고                           |
| -------------------------------------- | ------------------------------------------------------------------------ | ---------- | ------ | ------------------------------ |
| 구암역삼거리                           | 국도 제32호선 (계룡로)                                                   | 대전광역시 | 유성구 | 기점 국도 제32호선과 중복      |
| 구암교                                 |                                                                          | 대전광역시 | 유성구 | 국도 제32호선과 중복           |
| 구암교네거리                           | 국도 제32호선 (현충원로) 유성대로718번길 유성대로719번길 유성대로720번길 | 대전광역시 | 유성구 | 국도 제32호선과 중복           |
| 장대네거리                             | 장대로                                                                   | 대전광역시 | 유성구 |                                |
| 궁동네거리                             | 대전광역시도 제16호선 (한밭대로)                                         | 대전광역시 | 유성구 |                                |
| 궁동교                                 |                                                                          | 대전광역시 | 유성구 |                                |
| 충대서문네거리                         | 유성대로877번길                                                          | 대전광역시 | 유성구 |                                |
| 신성네거리 (신성교)                    | 가정로 노은로                                                            | 대전광역시 | 유성구 |                                |
| 자운대네거리                           | 신성남로 자운로                                                          | 대전광역시 | 유성구 |                                |
| 숯골다리                               |                                                                          | 대전광역시 | 유성구 |                                |
| 충렬사삼거리                           | 가정북로                                                                 | 대전광역시 | 유성구 |                                |
| 장재울삼거리                           | 유성대로1312번길                                                         | 대전광역시 | 유성구 |                                |
| 화암네거리                             | 국가지원지방도 제57호선 (대덕대로) 유성대로                              | 대전광역시 | 유성구 | 국가지원지방도 제57호선과 중복 |
| 대전전자디자인고등학교                 |                                                                          | 대전광역시 | 유성구 | 국가지원지방도 제57호선과 중복 |
| 북대전 나들목 (북대전IC네거리)         | 251호선 호남고속도로지선 대덕대로989번길                                 | 대전광역시 | 유성구 | 국가지원지방도 제57호선과 중복 |
| (이름 없음)                            | 대전광역시도 제183호선 (배울1로)                                         | 대전광역시 | 유성구 | 국가지원지방도 제57호선과 중복 |
| 미래로네거리                           | 외룡로 테크노중앙로                                                      | 대전광역시 | 유성구 | 국가지원지방도 제57호선과 중복 |
| 한국가스기술공사                       |                                                                          | 대전광역시 | 유성구 | 국가지원지방도 제57호선과 중복 |
| 신구교네거리                           | 갑천로 금남구죽로                                                        | 대전광역시 | 유성구 | 국가지원지방도 제57호선과 중복 |
| 신구교                                 |                                                                          | 대전광역시 | 유성구 | 국가지원지방도 제57호선과 중복 |
|                                        | 대덕구                                                                   | 대전광역시 |        | 국가지원지방도 제57호선과 중복 |
| 대덕산단네거리                         | 문평서로 신일서로                                                        | 대전광역시 |        |                                |
| 대덕우체국네거리                       | 문평동로 신일동로                                                        | 대전광역시 |        |                                |
| 대덕경찰서네거리                       | 대덕대로1417번길 신일동로33번길                                          | 대전광역시 |        |                                |
| 한국타이어 대전공장                    |                                                                          | 대전광역시 |        |                                |
| 석봉네거리                             | 덕암북로                                                                 | 대전광역시 |        |                                |
| 신탄진초등학교 새여울분교 신탄진굴다리 |                                                                          | 대전광역시 |        |                                |
| 신탄진네거리                           | 국도 제17호선 (신탄진로)                                                 | 대전광역시 |        |                                |
| 신탄진용정초등학교                     |                                                                          | 대전광역시 |        |                                |
| 대청대교 서단                          | 대청로                                                                   | 대전광역시 |        |                                |
| 대청대교                               |                                                                          | 대전광역시 |        |                                |

- 기존 구간 (2017년 이전 노선)
  - 대전광역시 대덕구 신탄진용정초등학교 - 대청댐 보조댐 - 미호교 - 금강로하스대청공원 - 대청교

### 충청북도
| 이름                                                | 접속 노선                         | 소재지 | 소재지                        | 비고                              |
| --------------------------------------------------- | --------------------------------- | ------ | ----------------------------- | --------------------------------- |
| 대청대교                                            |                                   | 청주시 | 서원구 현도면                 |                                   |
| 노산1 교차로                                        | 노산2길                           | 청주시 | 서원구 현도면                 |                                   |
| 노산1교                                             |                                   | 청주시 | 서원구 현도면                 |                                   |
| 노산2 교차로 (노산2교)                              | 달계노산로                        | 청주시 | 서원구 현도면                 |                                   |
| (생태이동통로)                                      |                                   | 청주시 | 서원구 현도면                 | 연장 약 50m                       |
| 하석1 교차로 (달계교)                               | 달계하석로                        | 청주시 | 서원구 현도면                 |                                   |
| 하석교                                              |                                   | 청주시 | 서원구 현도면                 |                                   |
| 하석2 교차로                                        | 하석1길 현도시동길                | 청주시 | 서원구 현도면                 |                                   |
| 대청터널                                            |                                   | 청주시 | 서원구 현도면                 | 상행 연장 1,170m 하행 연장 1,120m |
| 대청터널                                            | 상당구 문의면                     | 청주시 |                               | 상행 연장 1,170m 하행 연장 1,120m |
| 품곡1교                                             |                                   | 청주시 |                               |                                   |
| 품곡 교차로                                         | 덕유남계로                        | 청주시 |                               |                                   |
| 품곡2교 품곡3교                                     |                                   | 청주시 |                               |                                   |
| 문의터널                                            |                                   | 청주시 | 상행 연장 510m 하행 연장 495m |                                   |
| 문산교 도당1교 도당2교                              |                                   | 청주시 |                               |                                   |
| 도당산 교차로                                       | 대청호반로 문의시내로             | 청주시 |                               |                                   |
| 문의1교 문의2교 미천교                              |                                   | 청주시 |                               |                                   |
| 문의사거리                                          | 대청호반로 문의시내로 회남문의로  | 청주시 | 지방도 제509호선과 연결       |                                   |
| 문의청남대 나들목 (문의IC삼거리)                    | 30호선 서산영덕고속도로           | 청주시 |                               |                                   |
| 남계2삼거리                                         | 남계길                            | 청주시 |                               |                                   |
| 남계1사거리                                         | 국전길 국전삼항길 남계1길         | 청주시 |                               |                                   |
| 남계3사거리                                         | 남계3길                           | 청주시 |                               |                                   |
| 화당삼거리                                          | 척산화당로                        | 청주시 | 상당구 남일면                 |                                   |
| 화당교                                              |                                   | 청주시 | 상당구 남일면                 |                                   |
| 화당2삼거리                                         | 화당길                            | 청주시 | 상당구 남일면                 |                                   |
| 가산삼거리                                          | 가산길                            | 청주시 | 상당구 남일면                 |                                   |
| 고은교                                              |                                   | 청주시 | 상당구 남일면                 |                                   |
| 고은사거리                                          | 국도 제25호선 (단재로) 고은두산로 | 청주시 | 상당구 남일면                 | 국도 제25호선과 중복              |
| 고은삼거리                                          | 고은두산로                        | 청주시 | 상당구 남일면                 | 국도 제25호선과 중복              |
| 두산삼거리                                          | 국도 제25호선 (보청대로)          | 청주시 | 상당구 남일면                 | 국도 제25호선과 중복              |
| 은행삼거리                                          | 계산은행로                        | 청주시 | 상당구 남일면                 |                                   |
| 은행교                                              |                                   | 청주시 | 상당구 남일면                 |                                   |
| 문주교                                              |                                   | 청주시 | 상당구 남일면                 |                                   |
|                                                     | 상당구 가덕면                     | 청주시 |                               |                                   |
| 문주삼거리                                          | 지방도 제509호선 (인차시동로)     | 청주시 |                               |                                   |
| 가덕초등학교                                        |                                   | 청주시 |                               |                                   |
| 금거2리입구                                         | 금거길                            | 청주시 |                               |                                   |
| 금거교                                              |                                   | 청주시 |                               |                                   |
| 추정교 관정대교                                     |                                   | 청주시 | 상당구 낭성면                 |                                   |
| 관정삼거리                                          | 지방도 제512호선 (산성로)         | 청주시 | 상당구 낭성면                 |                                   |
| 미원교                                              |                                   | 청주시 | 상당구 미원면                 |                                   |
| 미원사거리                                          | 국도 제19호선 (남부로)            | 청주시 | 상당구 미원면                 | 국도 제19호선과 중복              |
| 미원삼거리                                          | 미원시내2길                       | 청주시 | 상당구 미원면                 | 국도 제19호선과 중복              |
| 미원면 행정복지센터                                 | 지방도 제511호선 (미원초정로)     | 청주시 | 상당구 미원면                 | 국도 제19호선과 중복              |
| 청원도서관 미원중학교 미원초등학교                  |                                   | 청주시 | 상당구 미원면                 | 국도 제19호선과 중복              |
| 구방삼거리                                          | 국도 제19호선 (괴산로)            | 청주시 | 상당구 미원면                 | 국도 제19호선과 중복              |
| 청천파출소                                          | 청천8길 청천9길                   | 괴산군 | 청천면                        |                                   |
| 청천면사무소 청천버스터미널                         |                                   | 괴산군 | 청천면                        |                                   |
| 청천사거리                                          | 국도 제37호선 (괴산로) 청천2길    | 괴산군 | 청천면                        | 국도 제37호선과 중복              |
| 금평삼거리                                          | 국도 제37호선 (금평로)            | 괴산군 | 청천면                        | 국도 제37호선과 중복              |
| 금평교 도원소교                                     |                                   | 괴산군 | 청천면                        |                                   |
| 도원삼거리                                          | 지방도 제533호선 (도경로)         | 괴산군 | 청천면                        |                                   |
| 도원교                                              |                                   | 괴산군 | 청천면                        |                                   |
| 도원교 교차로                                       | 후평도원로                        | 괴산군 | 청천면                        |                                   |
| 화양청소년수련원 화양제1교                          |                                   | 괴산군 | 청천면                        |                                   |
| 화양동입구 교차로                                   | 화양동길                          | 괴산군 | 청천면                        |                                   |
| 원탑재                                              |                                   | 괴산군 | 청천면                        | 해발 390m                         |
| 충청북도자연학습원 송면교                           |                                   | 괴산군 | 청천면                        |                                   |
| 송면삼거리                                          | 국가지원지방도 제49호선 (송문로)  | 괴산군 | 청천면                        | 국가지원지방도 제49호선과 중복    |
| 송면시외버스정류장 송평교 이평공동정류소 송면중학교 |                                   | 괴산군 | 청천면                        | 국가지원지방도 제49호선과 중복    |

- 기존 구간 (2017년 이전 노선)
  - 청주시 서원구 현도면 대청교 - 오가삼거리
  - 청주시 서원구 문의면 문의대교삼거리 - 문의대교 - 문의문화재단지 - 도당산사거리 - 문의체육공원 - 문의우체국 - 문의사거리

### 경상북도
| 이름                                                            | 접속 노선                        | 소재지 | 소재지                    | 비고                                                   |
| --------------------------------------------------------------- | -------------------------------- | ------ | ------------------------- | ------------------------------------------------------ |
| 입석리 화북초등학교 입석분교 입석보건진료소                     |                                  | 상주시 | 화북면                    | 국가지원지방도 제49호선과 중복                         |
| (이름 없음)                                                     | 지방도 제997호선 (용화로)        | 상주시 | 화북면                    | 국가지원지방도 제49호선과 중복 지방도 제997호선과 중복 |
| 장암 교차로                                                     | 문장대2길                        | 상주시 | 화북면                    | 국가지원지방도 제49호선과 중복 지방도 제997호선과 중복 |
| 화북초등학교 화북면 행정복지센터                                |                                  | 상주시 | 화북면                    | 국가지원지방도 제49호선과 중복 지방도 제997호선과 중복 |
| (이름 없음)                                                     | 국가지원지방도 제49호선 (문장로) | 상주시 | 화북면                    | 국가지원지방도 제49호선과 중복 지방도 제997호선과 중복 |
| 용유3교                                                         |                                  | 상주시 | 화북면                    | 지방도 제997호선과 중복                                |
| 병천교                                                          |                                  | 상주시 | 화북면                    | 지방도 제997호선과 중복                                |
|                                                                 | 문경시                           | 농암면 |                           | 지방도 제997호선과 중복                                |
| 쌍용터널                                                        | 문경시                           | 농암면 |                           | 지방도 제997호선과 중복 연장 400m                      |
| STX리조트 내서4교 내서3교 내서2교 내서1교 농암초등학교 청화분교 | 문경시                           | 농암면 |                           | 지방도 제997호선과 중복                                |
| (이름 없음)                                                     | 문경시                           | 농암면 | 지방도 제997호선 (칠봉로) | 지방도 제997호선과 중복                                |
| 농암사거리                                                      | 문경시                           | 농암면 | 지방도 제901호선 (은성로) | 지방도 제901호선과 중복                                |
| 농암교                                                          | 문경시                           | 농암면 |                           | 지방도 제901호선과 중복                                |
| 사현1 교차로                                                    | 문경시                           | 농암면 | 지방도 제901호선 (우산로) | 지방도 제901호선과 중복                                |
| 사현2 교차로                                                    | 문경시                           | 농암면 | 무운고개길                |                                                        |
| 사현교                                                          | 문경시                           | 농암면 |                           |                                                        |
| 사현터널                                                        | 문경시                           | 농암면 |                           | 연장 180m                                              |
| 지동 교차로                                                     | 문경시                           | 농암면 | 지동길                    |                                                        |
| 지동터널                                                        | 문경시                           | 농암면 |                           | 연장 764m                                              |
| 지동터널                                                        |                                  | 상주시 | 은척면                    | 연장 764m                                              |
| 두곡1 교차로                                                    | 무운1길                          | 상주시 | 은척면                    |                                                        |
| 두곡2 교차로                                                    | 두곡2길                          | 상주시 | 은척면                    |                                                        |
| 두곡3 교차로                                                    | 작약로                           | 상주시 | 은척면                    |                                                        |
| 장암1교                                                         |                                  | 상주시 | 은척면                    |                                                        |
|                                                                 | 이안면                           | 상주시 |                           |                                                        |
| 무릉 교차로                                                     | 무릉1길                          | 상주시 |                           |                                                        |
| 감암교                                                          | 아천4길                          | 상주시 |                           |                                                        |
| 아천 교차로                                                     | 사실로 아천2길                   | 상주시 |                           |                                                        |
| 비고개 건천교                                                   |                                  | 상주시 |                           |                                                        |
| 이안 교차로                                                     | 양범안룡길 지너매길              | 상주시 |                           |                                                        |
| 교촌 교차로                                                     | 교촌길                           | 상주시 | 함창읍                    |                                                        |
| 함창명주박물관                                                  |                                  | 상주시 | 함창읍                    |                                                        |
| 함창 교차로                                                     | 구향로                           | 상주시 | 함창읍                    |                                                        |
| 대조 교차로                                                     | 국도 제3호선 (문경대로)          | 상주시 | 함창읍                    |                                                        |
| (이름 없음)                                                     | 매봉로 당교5길                   | 문경시 | 모전동                    |                                                        |
| 문경시청                                                        |                                  | 문경시 | 모전동                    |                                                        |
| 모전오거리                                                      | 모전로 중앙로 신흥로             | 문경시 | 모전동                    | 종점                                                   |

## 도로명
대전광역시
- 유성구 구암역삼거리 ~ 화암네거리 : 유성대로
- 유성구 화암네거리 ~ 대덕구 신탄진네거리 : 대덕대로
- 대덕구 신탄진네거리 ~ 대청대교 서단 : 대청로
- 대덕구 대청대교 서단 ~ 대청대교 : 신문로

충청북도
- 청주시 서원구 현도면 대청대교 ~ 상당구 문의면 문의사거리 : 신문로
- 청주시 상당구 문의면 문의사거리 ~ 남일면 고은사거리 : 미천고은로
- 청주시 상당구 남일면 고은사거리 ~ 미원면 구방삼거리 : 단재로
- 청주시 상당구 미원면 구방삼거리 ~ 괴산군 청천면 청천사거리 : 괴산로
- 괴산군 청천면 청천사거리 ~ 송면삼거리 : 화양로
- 괴산군 청천면 송면삼거리 ~ 이평리 : 문장로

경상북도
- 상주시 화북면 입석리 ~ 용유리 : 문장로
- 상주시 화북면 용유리 ~ 문경시 농암면 농암사거리 : 청화로
- 문경시 농암면 농암사거리 ~ 상주시 함창읍 함창 교차로 : 무운로
- 상주시 함창읍 함창 교차로 ~ 문경시 모전동 모전오거리 : 당교로

## 같이 보기
- 국도 제32호선